# Iglesia de Santa Cruz (Cuenca)
La iglesia de la Santa Cruz en Cuenca (España) fue una de las primeras parroquias que hubo en dicha ciudad. Era una modesta construcción, de una nave, que estaba fabricada con mampostería y cubierta de madera. El 27 de marzo de 2019, se inauguró como una de las sedes Centro de Arte Moderno y Contemporáneo de Castilla-La Mancha (CORPO), regida por la Fundación Colección Roberto Polo.
A mediados del siglo XVI, Juanes de Mendizábal el Viejo inició la reforma del templo y durante tres años estuvo al frente de la obra. No obstante, cuando se dio un fuerte impulso a aquella fue bajo el episcopado del Obispo Fresneda, quien en 1568 encargó a Francisco de Goycoa la remodelación del viejo edificio medieval. 
Goycoa era un arquitecto que gozaba de gran prestigio en Cuenca, pues incluso tenía el nombramiento de Veedor General de las obras del Obispado. Como parece que era norma en él, no dirigió personalmente la obra sino que la puso en manos de Juanes de Mendizábal el Mozo, maestro al que tenía en gran estima. Cuando murió Goycoa, el arquitecto Pedro de la Vaca introdujo algunas modificaciones en el proyecto de aquel, siendo la más significativa la de dar mayor anchura a la nave. 
Mendizábal el Mozo, que era sobrino de Juanes de Mendizábal el Viejo, alzó los muros perimetrales y volteó unos arcos entre los contrafuertes, a los que adosó unas columnas de orden dórico; columnas que en el siglo XVIII fueron sustituidas por unas pilastras. 
El edificio se cerró con un artesonado de madera, cuya labor corrió a cargo de los Maestros de Carpintería Damián Saravia de Oropesa, Francisco Pinarejo y Jerónimo Vadello, y de los Entalladores Gaspar de Berriote y Villanueva. 
En el siglo XVIII se hizo una importante remodelación, pues fue entonces cuando la iglesia se abovedó. La ejecución de la obra se encomendó al Maestro de Albañilería y Cantería Manuel de Santa María. La iglesia es de una nave, en forma de salón, que está dividida en seis tramos por medio de contrafuertes con pilastras adosadas, y tiene ábside poligonal. La falta de espacio -la iglesia se asoma a la hoz del Huécar- obligó a colocar la sacristía debajo de la capilla mayor. 
En el siglo XVI el edificio estaba cubierto con un artesonado de madera que, en el siglo XVIII, se sustituyó por una bóveda de medio cañón con lunetos, construida con piedra de toba, la cual se derrumbó por la poca solidez de los muros alzados en el siglo XVI. 
La portada de la iglesia es obra del siglo XVI. De traza muy sencilla, se compone de un arco de medio punto, entre pilastras cajeadas jónicas. El cuerpo alto, que tiene una hornacina entre dos «ces», tan características del arquitecto Rodrigo Gil de Hontañón, debió de ser alterado en su disposición y decoración. 
En el interior han sobrevivido restos de pintura del siglo XVIII.